# Thần xã

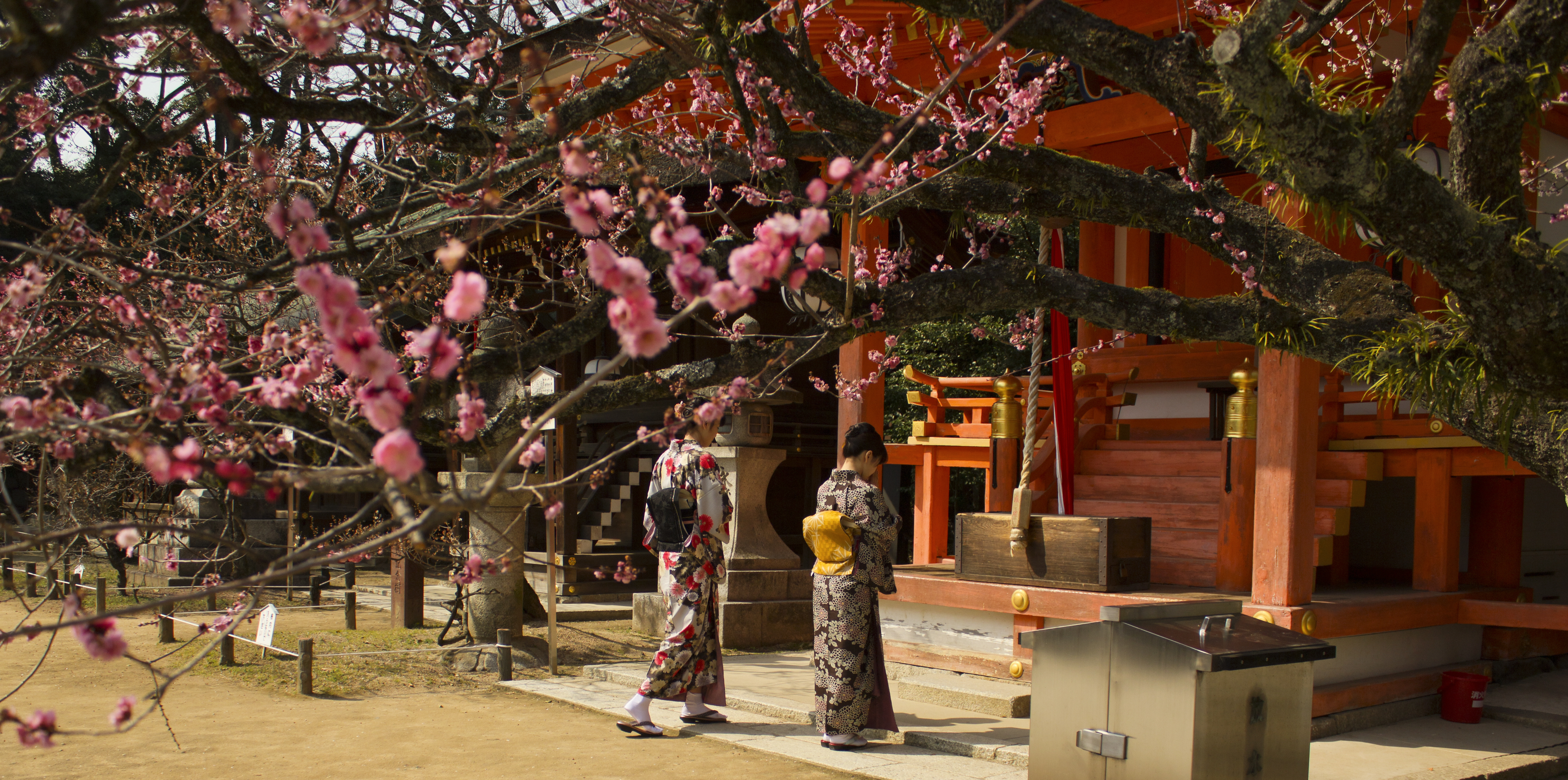
Hai người phụ nữ cầu nguyện trước một thần xã

Thần xã (神社 (神󠄀社󠄁) jinja, kamuyashiro,  âm cổ: shinsha, n.đ. 'đền thần') là nơi thờ tự của các tín hữu Thần đạo. Mỗi thần xã được dành riêng cho một hoặc nhiều vị thần (kami) của tôn giáo Thần đạo.